# Thiago de Lima Silva
Thiago de Lima Silva (* 1. November 1983) ist ein österreichisch-brasilianischer Fußballspieler.

## Karriere
De Lima Silva begann seine Karriere in Brasilien bei Corinthians São Paulo. Kurzzeitig spielte er auch für den FC Santos. 2002 wechselte er nach Österreich zum FC Rätia Bludenz. 2003 wechselte er nach Liechtenstein zum FC Balzers. 2004 kehrte er nach Österreich zum SC Austria Lustenau zurück. Sein Debüt gab er am 7. Spieltag 2004/05 gegen den LASK Linz. 2008 wechselte er zum Ligakonkurrenten SV Grödig. Nach dem Abstieg in den Amateurfußball wechselte er 2009 zum Amateurverein SC-ESV Parndorf 1919. 2010 wechselte er zum FC Dornbirn 1913. Im Jänner 2012 kehrte er zum SC Austria Lustenau zurück. Dort konnte er wieder an seine alten Leistungen anknüpfen.
Zur Saison 2016/17 wechselte er zum viertklassigen FC Langenegg. Dort erzielte er in 29 Spielen 20 Treffer und war damit maßgeblich am Gewinn des Meistertitels in der Vorarlbergliga beteiligt. Trotz dieses Erfolges verließ er den Klub im Sommer und wechselte zum fünftklassigen FC Bizau. Maßgeblich dafür war, dass Thiago vom SC Austria Lustenau die Möglichkeit erhielt, als Co-Trainer zu fungieren und damit die Chance für eine zweite Karriere erhielt.
Zur Saison 2018/19 wechselte er als Spieler zu den Amateuren von Austria Lustenau.

## Erfolge
- 2016/17 Meister Vorarlbergliga mit dem FC Langenegg